# Трг републике (Јереван)
Трг републике (јерм. Հանրապետության հրապարակ, Hanrapetut′yan hraparak), локално познат и под називом Храпарак (јерм. Hraparak — градски трг), централни је градски трг у Јеревану, главном граду Јерменије. Састоји се од два дела: овалног кружног тока и трапезоидног дела који садржи базен са музичким фонтанама. Трг је окружен са пет великих грађевина изграђених жутом и розе седром у неокласичном стилу са екстензивним јерменским мотивима. Овај архитектонски ансамбл укључује Владин дом, Историјски музеј и Националну галерију, хотел Armenia Marriott и министарства спољашњих послова и саобраћаја и комуникација. Трг је оригинално дизајниран од стране Александра Таманијана 1924. године, а изградња већине зграда завршена је до 1950-их. Последња грађевина, Национална галерија Јерменије, завршена је 1977. године.
Током совјетског периода био је познат под називом Лењинов трг, у центру трга је стајала Лењинова статуа и војне параде су ту биле одржаване двапут годишње. Након што је Јерменија стекла независност, Лењинова статуа је уклоњена и трг је добио ново име. Трг републике се описује као јерменски и јеревански „најважнији градски простор”, јеревански архитектонски врхунац”, и „најзначајнији архитектонски ансамбл” града. Путописац Дејрдр Холдинг је навео да је ово „један од најлепших централних тргова изграђених било где у свету током 20. века”.

## Архитектура
Трг се састоји од два дела. Први део је овални кружни ток који је поплочан разнобојним камењем тако да из ваздуха представља традиционални јерменски ћилим. Други део је трапезоидни део на ком је смештена музичка фонтана испред Историјског музеја и Националне галерије. Грађевине око трга изграђене су од розе и жуте седре у неокласичном стилу са екстензивним јерменским мотивима.

## Историја
Градски трг различитих пропорција постојао је на овој локацији вековима. Током 2003. године трг је реновиран и извршена су велика ископавања, приликом чега је откривен старији слој из 18—19. века. Предсовјетски трг је био дизајниран од стране Бориса Мерабијана (Меграбов), који је предлог изгледа трга дао у свом плану Јеревана из 1906—1911. године.
Садашњи трг дизајниран је од стране Александра Таманијана у оквиру његовог плана Јеревана из 1924. године. Изградња трга по Таманијановом плану почела је 1926. године, када се почело са грађењем Владиног дома. Дом је завршен крајем 1950-их, док су остале зграде комплетиране до 1977. године, када је завршена изградња Националне галерије Јерменије. Трг је назван Лењинов трг (јерм. Լենինի հրապարակ, Lenini hraparak; рус. площадь Ленина, ploshchad’ Lenina) по совјетском лидеру Владимиру Иличу Лењину, чија је статуа била постављена у центар трга још 1940. године, а уклоњена 1991. године, након проглашења независности Јерменије.

## Знаменитости

### Грађевине
| Грађевина | Историја и употреба |
| --- | --- |
| Владин дом #1 | Зграда представља седиште Владе Јерменије (савет владиних министара, не целе извршне власти). У згради је првобитно био смештен Народни комесаријат (извршни орган Совјетске Јерменије). Северозападни део, изграђен током 1926—1929, дизајниран је од стране Александра Таманијана. Изградњу осталих делова зграде наставио је Геворг Таманијан, Александров син, током 1938 и завршио 1941. године. |
| Зграда Историјског музеја и Националне галерије | Историјски музеј Јерменије, Национална галерија Јерменије Изградња је започета током 1950-их, а Национална галерија је као последња завршена 1977. године. Грађевина је дизајнирана од стране Марка Григоријана и Едуарда Сарапијана. Мали део грађевине, концертна хала Арно Бабајанијан, датира из 1916. године.                                                                                    |
| Хотел | Хотел је завршен 1958. године према дизајну Марка Григоријана и Едуарда Сарапијана. Хотел је, током совјетског периода, носио име Јерменија. Овај луксузни хотел се данас сматра једним од водећих хотела у Јерменији и има 380 соба. |
| Зграда је дизајнирана од стране Самвела Сафаријана, Рафаела Израелијана и Вараздата Аревшатијана и завршена 1955. године. The friezes above first-floor windows are incomplete. Била је седиште Министарства спољашњих послова Јерменије између 1996. и 2016. године. | |
| Министарство саобраћаја и комуникација | Изграђена 1933—1956. године, ова зграда је такође дизајнерско дело Марка Григоријана и Едуарда Сарапијана. Била је седиште Министарства саобраћаја и комуникација до 2016. године. |

### Статуа Лењина
Седам метара висока статуа совјетског лидера Владимира Илича Лењина, на 11 метара високом постољу, свечано је откривена на тргу 24. новембра 1940. године. Статуа је дело дизајнера Сергеја Меркурова и била је постављена тако да гледа на будућу зграду Националне галерије и у то време је била „поздрављана као једно од великих дела монументалне уметности”. Уклоњена је с постоља 13. априла 1991. године, након што је Јерменија прогласила независност, а пре распада Совјетског Савеза. Била је „постављена у камион и, као тело преминуле особе, и вожена у круг на тргу као тело у отвореном ковчегу” док су људи клицали. Данас се налази у дворишту Националне галерије. Постоље је преживело до лета 1996. године, када је срушено.

#### Замена
Након што је Лењинова биста склоњена, трг је, према речима Тер-Газаријане, остао без равнотеже, а празни простор који је остао је био предмет различитих дизајнерских предлога, али ниједан од њих није прихваћен.
Дана 31. децембра 2000. године, 24 метара високи крст осветљен сијалицама никао је на месту где је раније стајала Лењинова статуа. Постављање крста завршено је 2001. године, што је била година када су јерменска држава и јерменска апостолска црква прослављале 1700. годишњицу хришћанске нације. Крст је био симболично осветљен са 1.700 лампи и наставио да буде у средишту прослава које су биле одржаване током целе године комеморације. Међутим, крајем 2001. године, период прослава је завршен и крст је тихо уклоњен. С обзиром да је био привремени део већег славља, било је мало дискусије како током његовог постављања, тако и приликом његовог уклањања.
Године 2004. се на место Лењинове статуе појавио екран величине билборда који је приказивао огласе и рекламе разних организација и производа, међутим, и он је уклоњен 2006. године.

#### Предлози
У Јерменији је било одржано више различитих такмичења како би се изабрала адекватна замена за статуу Лењина. Један од најчешћих предлога био је споменик Давиду од Сасуна, националном хероју Јерменије. Велика аполитичност овог јерменског националног хероја била би добар избор за трг, али је, према речима Тер-Газаријане, мало вероватно да ће његова статуа бити премештена са тренутног места — испред железничке станице.

### Фонтане
Након вишегодишње неоперативности, музичка фонтана је реновирана од стране француске компаније Aquatique Show International, а обнова је коштала око 1,4 милиона евра. Музичка фонтана је званично пуштена у рад у септембру 2007. године.

### Божићно дрво
Божићно дрво, односно јелка, поставља се на трг сваког децембра још од 1950. године.

### Чесма
Чесма (такође позната и под називом пулпулак), смештена је поред музејских зграда и састоји се од седам фонтана па стога носи и назив Јот агбијур (јерм. Yot aghbyur — „Седам извора”). Првобитно је постављена 1965. године, а реновирана је 2010. године.

## Догађаји и инциденти

### Параде
Током совјетског периода биле су одржаване војне параде сваког 1. маја (Међународни празник рада), 9. маја (Дан победе, до 1969. године) и 7. новембра (Октобарска револуција). Руководство Совјетске Јерменије стајало би на подијуму, испод Лењинове статуе. Последња од ове три параде одржана је 1988. године.
Војне параде које су прослављале независност Јерменије одржане су 21. септембра 1996. године (5. рођендан), 1999. (8. рођендан), 2006. (15. рођендан), 2011. (20. рођендан) и 2016. године (25. рођендан).

### Концерти
Дана 30. септембра 2006. године, француско-јерменски певач Шарл Азнавур одржао је концерт на Тргу републике.
Свој први концерт у Јерменији одржала је америчко-јерменска група  23. априла 2015. године управо на овом тргу. Бесплатан концерт био је посвећен стогодишњици геноцида над Јерменима и концерту је присуствовало више хиљада људи.
Дана 8. јуна 2017. године, руски хип-хоп уметник Тимати одржао је бесплатан концерт на Тргу републике коме је присуствовало више од 40.000 људи.

### Политичке демонстрације

#### Совјетски период
Дана 24. априла 1965. године одржане су демонстрације на тргу и другде широм Јеревана у знак обележавања 50. годишњице геноцида над Јерменима.
Током јануара 1974. године Размик Зорапијан, члан илегалне партије Националног уједињења, јавно је спалио портрет Лењина на тргу у знак протеста против совјетског тоталитаристичког режима.

#### Независна Јерменија
Након председничких избора 2008. године, новоизабрани председник Серж Саргсијан одржао је митинг коме је присуствовало између 60.000 и 70.000 „тобожњих присталица” који су аутобусима доведени из различитих делова Јерменије. Многи од њих упутили су се ка Тргу слободе, где је Левон Тер-Петросијан држао контрамитинг. Током марта, након строгог кажњавања демонстраната који су подржавали супарника Тер-Петросијана, трг је једно време био окупиран јерменским оружаним снагама.
Дана 4. маја 2012. године, током митинга републиканске странке и концерта на Тргу републике у склопу парламентарне изборне кампање, десетине балона пуњених водоником је експлодирало, што је резултовало са бар 144 повређених.
Од 17. до 23. априла 2018. године одржане су велике демонстрације на Тргу републике на челу са Николом Пашињаном, а против владе новоизабраног премијера Сержа Саргасијана. Дана 22. априла, када је опозициони лидер Пашинијан ухапшен, полицијске снаге су биле распоређене по тргу. Десетине демонстраната било је ухапшено и удаљено с трга. До вечери, око 115.000 демонстаната испунило је читав трг и оближње улице. Следећег дана, 23. априла, након што је Саргасијан поднео оставку, трг је постао центар масовних прослава. Идућег дана, који је Дан сећања на геноцид у Јерменији, на десетине демонстраната дошло је опет на трг како би почистиле исти и оближње улице. On April 24, the Armenian Genocide Remembrance Day, dozens of protests came together to clean the square and its adjacent street.

### Други догађаји
Године 1968. на тргу је одржана прослава 2750. рођендана Јерменије.
Дана 25. јуна 2016. године, папа Фрања и Карекин II одржали су екуменску молитву на Тргу републике, којој је присуствовало око 50.000 људи.